# دهستان پماتهانگ
دهستان پماتهانگ (به لاتین: Pemathang Gewog) یک دهستان در کشور بوتان است که در ناحیهٔ سادروپ جونگخار واقع شده‌است.